# Potoni (distrito)
Potoni é um distrito do Peru, departamento de Puno, localizada na província de Azángaro.

## Transporte
O distrito de Potoni é servido pela seguinte rodovia:
- PU-105, que liga a cidade de Usicayos  ao distrito
- PE-34K, que liga o distrito à cidade de Cuyocuyo
- PE-34B, que liga o distrito de Juliaca à cidade de Ayapata[1][2][3]